# Latastia
A Latastia  a hüllők (Reptilia) osztályába a  pikkelyes hüllők (Squamata) rendjébe, valamint a gyíkok (Sauria)  alrendjébe és a nyakörvösgyíkfélék (Lacertidae)  tartozó családjába tartozó nem.

## Rendszerezés
A nembe az alábbi 10 faj tartozik:
- Latastia boscai
- Latastia carinata
- Latastia cherchii
- Latastia doriai
- Latastia johnstonii
- Latastia lanzai
- Latastia longicaudata
- Latastia ornata
- Latastia siebenrocki
- Latastia taylori